# Nicolas-François Guillard
Nicolas-François Guillard est un librettiste français né à Chartres le 16 janvier 1752 et mort à Paris le 26 décembre 1814.

## Biographie
Il est le fils de François Guillard, secrétaire du clergé de Chartres (1750), secrétaire de la chambre ecclésiastique du diocèse (1752) secrétaire de l’Évêché (1763) et Marie Edme/Aimée Brissard. Il est le frère aîné de Jérôme Guillard (1763-1808), député d'Eure-et-Loir au Conseil des Cinq-Cents.
En 1776, Guillard participa au recueil intitulé Journée de l'Amour, ou Heures de Cythère aux côtés de la comtesse de Turpin de Crissé, Charles-Simon Favart et Claude-Henri de Fusée de Voisenon puis, l'année suivante, au Pot pourri, étrennes aux gens de lettres avec Jacques Pierre Brissot de Warville.
Guillard est l'auteur de plusieurs livrets d'opéras mis en musique par Gluck, Sacchini, Lesueur notamment. Ses œuvres sont le plus souvent écrites avec soin. Son tout premier livret, Iphigénie en Tauride, écrit pour Gluck constitue l'un des meilleurs poèmes d'opéras du XVIIIe siècle au plan de la force dramatique, malgré quelques retouches effectuées par Gluck lui-même, qui composa sur ce texte son plus grand chef-d'œuvre.

## Œuvres
- Iphigénie en Tauride, opéra en 4 actes, musique de Christoph Willibald Gluck, représenté pour la première fois à l'Académie royale de musique le 18 mai 1779
- Émilie ou la Belle Esclave, comédie lyrique en 1 acte, musique d'André Grétry, représentée pour la première fois à l'Académie royale de musique le  22 février 1781
- Électre, opéra en 3 actes, musique de Jean-Baptiste Moyne, représenté pour la première fois à l'Académie royale de musique le 2 juillet 1782
- Chimène ou le Cid, opéra en 3 actes, musique d'Antonio Sacchini, représenté pour la première fois à Fontainebleau,  1783
- Dardanus, tragédie en 3 actes, d'après Charles-Antoine Leclerc de La Bruère, musique d'Antonio Sacchini, représentée pour la première fois à Trianon, Versailles, 18 septembre 1784
- Les Horaces, tragédie-lyrique en 3 actes mêlée d'intermèdes, musique d'Antonio Salieri, représentée pour la première fois à Fontainebleau le 2 novembre 1786
- Œdipe à Colone, opéra en 3 actes, musique d'Antonio Sacchini, représenté pour la première fois à Versailles le 4 janvier 1786
- Arvire et Évélina, tragédie lyrique en 3 actes, musique d'Antonio Sacchini, représentée pour la première fois à l'Académie royale de musique le 29 avril 1788
- Louis IX en Égypte, opéra en 3 actes, avec François Andrieux, musique de Jean-Baptiste Moyne, représenté pour la première fois à l'Académie royale de musique le 15 juin 1790
- Elfride, drame héroïque en 3 actes, musique de Jean-Baptiste Moyne, représenté pour la première fois à l'Opéra-Comique le 17 décembre 1792
- Miltiade à Marathon, opéra en 2 actes, représenté à l'Opéra de Paris le 15 brumaire an II (5 novembre 1793)
- Proserpine, tragédie lyrique en 3 actes, d'après le livret de Philippe Quinault, musique de Giovanni Paisiello, représentée à l'Opéra de Paris le 8 germinal an II (1794)
- Olimpie, tragédie lyrique en 3 actes, musique de Christian Kalkbrenner, représentée au Théâtre de la République et des Arts à Paris le 18 frimaire an VII (18 décembre 1798)
- Le Casque et les Colombes, opéra-ballet en un acte, musique d'André Grétry, représenté pour la première fois à l'Opéra de Paris le 7 novembre 1801
- La Mort d'Adam, tragédie lyrique religieuse, musique de Jean-François Lesueur, 1809